# 885
Năm 885 là một năm trong lịch Julius.

## Sự kiện
- Khalip Ả Rập và Basíleios I công nhận Vương quốc Bagratuni độc lập của Armenia.[1]